# 達ノ矢鶴吉
達ノ矢 鶴吉（だてのや つるきち、生没年不明）は、伯耆国（現在の鳥取県西部）の出身で京都相撲・朝男部屋、小野川部屋、千賀ノ浦部屋に所属した力士。本名、身長、体重不明。最高位は西関脇。

## 経歴
1888年5月、大坂相撲・小野川部屋から、番付外の初土俵入幕として東京相撲に加入。しかし、早くも翌1月場所に部屋を脱走してしまう。2年後の1891年1月に帰参後は、相撲道に精進し、徐々に番付を上げ帰参から2年後の1893年1月には関脇に昇進した。ところが翌場所から休場が続き、1895年6月には廃業してしまう。その後のことは杳として知れない。
のち、同門の梅川が達ノ矢の四股名を継いでいる。

## 成績
- 幕内12場所32勝19敗68休1預